# Rubus almorensis
Rubus almorensis är en rosväxtart som beskrevs av Stephen Troyte Dunn. Rubus almorensis ingår i släktet rubusar, och familjen rosväxter. Inga underarter finns listade i Catalogue of Life.